# Eragrostis sororia
Eragrostis sororia är en gräsart som beskrevs av Karel Domin. Eragrostis sororia ingår i släktet kärleksgrässläktet, och familjen gräs. Inga underarter finns listade i Catalogue of Life.